# Тарек ел Аисами
Тарек ел Аисами (на испански: Tareck El Aissami) е венецуелски политик, вицепрезидент на Венецуела от 4 януари 2017 до 14 юни 2018 г.

## Биография
Роден е на 12 ноември 1974 г. във венецуелския щат Мерида. Член е на управляващата обединена социалистическа партия.